# Ports Authority FC
El Ports Authority Football Club es un equipo de fútbol de Sierra Leona que juega en la Liga Premier de Sierra Leona, la categoría superior de fútbol en el país.
Es uno de los equipos más importantes de país, es de la capital Freetown y tiene una fuerte rivalidad con el East End Lions.

## Palmarés
- Liga Premier de Sierra Leona: 3

1995, 2008, 2011.
- Copa de Sierra Leona: 4

1974, 1990, 1991, 2004

## Participación en competiciones de la CAF
| Temporada | Torneo                            | Ronda            | Club                   | Casa  | Visita | Global      |
| --------- | --------------------------------- | ---------------- | ---------------------- | ----- | ------ | ----------- |
| 1974      | Copa Africana de Clubes Campeones | 1                | ASC Jeanne d'Arc       | 3-2   | 1-3    | 4-5         |
| 1991      | Recopa Africana                   | 1                | AS Marsa               | dq1   | dq1    | dq1         |
| 1992      | Recopa Africana                   | Preliminar       | AS Amical Douane       | 3-0   | 0-1    | 3-1         |
| 1992      | Recopa Africana                   | 1                | Africa Sports National | 2-2   | 0-4    | 2-6         |
| 1996      | Copa CAF                          | 1                | Real Tamale United     | w.o.2 | w.o.2  | w.o.2       |
| 1996      | Copa CAF                          | 2                | Junior Professionals   | w.o.3 | w.o.3  | w.o.3       |
| 1996      | Copa CAF                          | Cuartos de final | Kenya Breweries        | 1-0   | 0-1    | 1-1 (2-4 p) |
| 2007      | Copa Confederación de la CAF      | Preliminar       | AS Bamako              | 2-0   | 1-0    | 3-0         |
| 2007      | Copa Confederación de la CAF      | 1                | EGS Gafsa              | 3-2   | 1-4    | 4-6         |
| 2009      | Liga de Campeones de la CAF       | Preliminar       | AS Doaunes             | 0-1   | 1-3    | 1-4         |
| 2011      | Copa Confederación de la CAF      | Preliminar       | Touré Kunda Footpro    | 2-2   | 1-2    | 3-4         |
| 2012      | Liga de Campeones de la CAF       | Preliminar       | Horoya AC              | 0-0   | 0-1    | 0-1         |

1- Ports Authority fue descalificado.

2- Real Tamale United abandonó el torneo.

3- Junior Professionals abandonó el torneo.

## Jugadores

### Jugadores destacados
- Patrick Ogunsoto
- Ibrahim "Inspector" Bah
- Kewullay Conteh
- Obi Metzger